# Majd al-Krum
Majd al-Krum (in arabo: مجد الكروم, in ebraico: מַגְ'ד אל-כֻּרוּם Majd al-Kurum) è una città araba situata nell'Alta Galilea, nel distretto Settentrionale di Israele, a circa 16 chilometri ad est di Acri. Il nome del villaggio si traduce in "casa di guardia del vigneto", che riflette la fama della città per la qualità delle sue viti. La città è interamente abitata da musulmani. Nel 2017 aveva una popolazione di 15.066 abitanti.